# Каменный гость
«Ка́менный гость» — пьеса из цикла «Маленькие трагедии» А.С. Пушкина, написанная в период «болдинской осени». Пьеса экранизирована.

## Идея, образ,прототип
Севильский обольститель Дон Гуан (в поздней литературной и оперной традиции — Жуан, Джованни).

### Аналоги образа
Образ севильского обольстителя Дон Жуана до Пушкина воплощали в своих произведениях Тирсо де Молина, Мольер, Гольдони, Гофман, Байрон, Грабе.
Пьеса Пушкина была написана после того, как он увидел премьеру русской версии оперы «Дон Жуан» Моцарта. Пушкин заимствовал некоторые элементы либретто Лоренцо да Понте, но написал своё оригинальное произведение.

## Действующие лица
- Дон Жуан[1]
- Лепорелло
- Дона Анна
- Дон Карлос
- Лаура
- Монах
- 1-й гость
- 2-й гость
- 3-й гость
- Статуя командора

## Сюжет, реализация образа

### Сцена 1
Дон Гуан, изгнанный из Мадрида за убийство соперников, но всё же тайно вернувшийся туда со своим верным слугой Лепорелло, укрывается при монастырском кладбище в окрестностях Мадрида. Вспоминая былые приключения, он собирается продолжить их, вновь проникнув в город. От монаха Дон Гуан узнаёт, что это кладбище каждый день посещает Дона Анна, вдова некогда убитого им на дуэли командора Дона Альвара де Сольва. Увидев её, решает с ней познакомиться. А пока спешит в Мадрид.

### Сцена 2
В доме актрисы Лауры собрались гости: друзья и поклонники. Пение Лауры приводит гостей в восторг. Но один из гостей, Дон Карлос, узнав, что слова исполненной песни сочинены её прежним возлюбленным Дон Гуаном, приходит в бешенство: этот негодяй убил его родного брата (возможно, имеется в виду Дон Альвар)! Лаура готова прогнать дерзкого кавалера, однако гости примиряют их и после новой песни расходятся. А Лаура решает оставить у себя вспыльчивого Дона Карлоса: он ей понравился. Их беседу нарушает появление Дон Гуана. Лаура радостно бросается к нему. Поединок неизбежен, и Дон Карлос настаивает на том, чтобы он состоялся немедленно. Соперники бьются, и Дон Гуан убивает Дона Карлоса.

### Сцена 3
Убив Дона Карлоса, Дон Гуан опять в монастыре, где укрывается под видом отшельника. Каждый день к могиле мужа-командора приходит Дона Анна. Дон Гуан знакомится с ней, называясь Доном Диего де Кальвадо. Со смешанным чувством любопытства и страха слушает она его. Дона Анна соглашается принять его завтра у себя в доме. Упоённый победой Дон Гуан бросает дерзкий вызов судьбе: он приглашает на завтрашнее свидание командора с тем, чтобы тот стоял во время встречи на часах. Леденящий ужас охватывает его и Лепорелло, когда они видят, что статуя в ответ на приглашение кивает в знак согласия.

### Сцена 4
Комната в доме Доны Анны. Пылкие признания не могут оставить холодным сердце молодой женщины. Но вот Дон Гуан обронил неосторожное слово о своей виновности перед Доной Анной. Нет, он не хочет касаться этой мрачной тайны, иначе Дона Анна его возненавидит! Но она настаивает, и Дон Гуан, убедившись, что успел вызвать ответное чувство, открывает своё имя. Он не раскаивается в том, что убил командора, и готов умереть от её руки. Но в сердце Доны Анны нет ненависти, она осознаёт свою ответную любовь к сопернику, убившему её мужа. Условившись вновь встретиться на следующий день и получив на прощание поцелуй, Дон Гуан выходит, но в ужасе возвращается, натолкнувшись на статую командора, а она входит вслед за ним. Дона Анна падает без чувств, а командор протягивает руку Дону Гуану, и тот, полный неукротимого азарта и бесстрашия, даёт свою руку. Однако рукопожатие со статуей командора затягивается, и в конце концов Дон Гуан понимает, что это его погибель, а вырваться ему не удастся. После этого оба проваливаются под землю.

## Отражение в русском языке
Отчасти под влиянием драмы Пушкина выражение «каменный гость» стало крылатым: оно используется в русском языке, иронически обозначая человека, всё время молчащего в гостях, а также шутливо или неодобрительно указывая на человека, слишком сильно жмущего руку при встрече.

## Адаптации
- «Маленькие трагедии» — советский фильм 1979 года. Дона Гуана сыграл Владимир Высоцкий.
- «Каменный гость» — спектакль Липецкого Государственного Театра Кукол. Режиссёр — О. Пономарёв.
- «Кабаре Пушкин» — музыкальный спектакль Ленком Марка Захарова. Режиссёр — А.Франдетти.